# エリトリア海軍艦艇一覧
エリトリア海軍艦艇一覧は、エリトリア国海軍が過去保有した、または現在保有する、または将来保有する予定の、未完成・計画中止を含めた歴代艦艇一覧である。
凡例

## 現有勢力（2014年現在）
- 国防予算：不詳[1]
- 海軍人員：1,400名[1]
- 艦船隻数：18隻（排水量20t以上）[1]

高速艇×5
哨戒艇×6
輸送艦艇×7